# Équipe de Slovénie masculine de handball au Championnat d'Europe 2016
Cet article relate le parcours de l'Équipe de Slovénie masculine de handball lors du Championnat d'Europe 2016 organisé en Pologne du 15 janvier au 31 janvier 2015. Il s'agit de la 9e participation de la Slovénie aux Championnats d'Europe.

## Présentation

### Qualification
|   | Équipe    | Pts | J | G | N | P | Bp  | Bc  | Diff |  | Résultats (dom.\ext.) |       |       |       |       |
| - | --------- | --- | - | - | - | - | --- | --- | ---- |  | --------------------- | ----- | ----- | ----- | ----- |
| 1 | Suède     | 11  | 6 | 5 | 1 | 0 | 182 | 134 | 48   |  | Suède                 |       | 28-24 | 33-23 | 27-22 |
| 2 | Slovénie  | 9   | 6 | 4 | 1 | 1 | 185 | 149 | 36   |  | Slovénie              | 28-28 |       | 37-20 | 31-25 |
| 3 | Lettonie  | 4   | 6 | 2 | 0 | 4 | 133 | 182 | -49  |  | Lettonie              | 14-33 | 28-39 |       | 25-18 |
| 4 | Slovaquie | 0   | 6 | 0 | 0 | 6 | 130 | 165 | -35  |  | Slovaquie             | 23-33 | 22-23 | 20-26 |       |

### Maillots
L'équipe de Slovénie porte pendant l'Euro 2016 un maillot confectionné par l'équipementier Kempa.
| Couleurs | Bleu et vert |
| Marque   | Kempa        |
| Domicile | Extérieur    |

## Résultats
|   | Équipe    | Pts | J | G | N | P | Bp | Bc | Diff |
| - | --------- | --- | - | - | - | - | -- | -- | ---- |
| 1 | Espagne   | 5   | 3 | 2 | 1 | 0 | 80 | 75 | 5    |
| 2 | Allemagne | 4   | 3 | 2 | 0 | 1 | 81 | 79 | 2    |
| 3 | Suède     | 2   | 3 | 1 | 0 | 2 | 71 | 72 | -1   |
| 4 | Slovénie  | 1   | 3 | 0 | 1 | 2 | 66 | 72 | -6   |

| 16.01.2016 - 20h45 | Suède     | 23 | 21 | Slovénie |
| 18.01.2016 - 18h15 | Slovénie  | 24 | 24 | Espagne  |
| 20.01.2016 - 17h15 | Allemagne | 25 | 21 | Slovénie |

| 16 janvier 2016 20 h 45 | Suède    | 23-21   | Slovénie | Halle du Centenaire, Wrocław Affluence : 6 500 Arbitrage : Stoļarovs, Līcis |
| 16 janvier 2016 20 h 45 | Ekberg 4 | (16–9)  | Gaber 5  | Halle du Centenaire, Wrocław Affluence : 6 500 Arbitrage : Stoļarovs, Līcis |
| 16 janvier 2016 20 h 45 | ×2 ×6 ×1 | Rapport | ×2 ×5    | Halle du Centenaire, Wrocław Affluence : 6 500 Arbitrage : Stoļarovs, Līcis |

| 18 janvier 2016 18 h 15 | Slovénie | 24–24   | Espagne       | Halle du Centenaire, Wrocław Affluence : 6 000 Arbitrage : Gousko, Repkin |
| 18 janvier 2016 18 h 15 | Žvižej 6 | (13–10) | Aguinagalde 6 | Halle du Centenaire, Wrocław Affluence : 6 000 Arbitrage : Gousko, Repkin |
| 18 janvier 2016 18 h 15 | ×4 ×3 ×1 | Rapport | ×3 ×4 ×1      | Halle du Centenaire, Wrocław Affluence : 6 000 Arbitrage : Gousko, Repkin |

| 20 janvier 2016 17 h 15 | Allemagne   | 25–21   | Slovénie    | Halle du Centenaire, Wrocław Affluence : 6 500 Arbitrage : Santos, Fonseca |
| 20 janvier 2016 17 h 15 | Reichmann 5 | (12–10) | Kavtičnik 6 | Halle du Centenaire, Wrocław Affluence : 6 500 Arbitrage : Santos, Fonseca |
| 20 janvier 2016 17 h 15 | ×2 ×7 ×1    | Rapport | ×2 ×7 ×1    | Halle du Centenaire, Wrocław Affluence : 6 500 Arbitrage : Santos, Fonseca |

## Statistiques et récompenses

### Récompenses
Aucun Russe n'est retenu dans l'équipe-type de la compétition et aucun ne figurait dans la liste des nommés.

### Buteurs
Aucun Russe n'apparait parmi les meilleurs buteurs de la compétition.

### Gardiens de but
Avec une moyenne de 33,3 % d'arrêts, Matevž Skok (en) est le dixième meilleur gardien de la compétition.